# Babice (Oświęcim)
Pour les articles homonymes, voir Babice.
Babice (prononciation : [baˈbit͡sɛ]) est une localité polonaise de la gmina et du powiat d'Oświęcim en voïvodie de Petite-Pologne.